# Wálter Carmona
Wálter Carmona (ur. 21 czerwca 1957 w São Paulo) – brazylijski judoka. Trzykrotny olimpijczyk. Brązowy medalista z Los Angeles 1984; piąty i dziesiąty w Moskwie 1980; trzynasty w Seulu 1988. Walczył w wadze średniej i kategorii open.
Brązowy medalista mistrzostw świata w 1979 i piąty w 1981. Trzeci na igrzyskach panamerykańskich w 1983. Zdobył trzy medale na mistrzostwach panamerykańskich w latach 1980 – 1984. Brązowy medalista akademickich MŚ w 1978 i 1982. 
Chorąży reprezentacji na ceremonii otwarcia igrzysk w 1988 roku.

## Letnie Igrzyska Olimpijskie 1980
| Konkurencja | Eliminacje         | Eliminacje              | Eliminacje             | Finały              | Finały                | Klas. końcowa |
| Konkurencja | Przeciwnik I       | Przeciwnik II           | 1/4                    | 1/2                 | o 3 miejsce           | Miejsce       |
| ----------- | ------------------ | ----------------------- | ---------------------- | ------------------- | --------------------- | ------------- |
| 86 kg       | Endre Kiss (HUN) Z | Akilong Diabone (SEN) Z | Mihalache Toma (ROU) Z | Isaac Azcuy (CUB) P | Detlef Ultsch (GDR) P | 5.            |

| Konkurencja | Eliminacje           | Eliminacje                | Klas. końcowa |
| Konkurencja | Przeciwnik I         | Przeciwnik II             | Miejsce       |
| ----------- | -------------------- | ------------------------- | ------------- |
| open        | Jaakko Saari (FIN) Z | Dimityr Zaprjanow (BGR) P | 10.           |

## Letnie Igrzyska Olimpijskie 1984
| Konkurencja | Eliminacje                    | Eliminacje           | Eliminacje           | Finały                 | Finały                | Klas. końcowa |
| Konkurencja | Przeciwnik I                  | Przeciwnik II        | 1/4                  | 1/2                    | o 3 miejsce           | Miejsce       |
| ----------- | ----------------------------- | -------------------- | -------------------- | ---------------------- | --------------------- | ------------- |
| 86 kg       | Atif Muhammad Hussain (EGY) Z | Michel Grant (SWE) Z | Ben Spijkers (NED) Z | Robert Berland (USA) P | Densign White (GBR) Z | 3.            |

## Letnie Igrzyska Olimpijskie 1988
| Konkurencja | Eliminacje           | Eliminacje            | Klas. końcowa |
| Konkurencja | Przeciwnik I         | Przeciwnik II         | Miejsce       |
| ----------- | -------------------- | --------------------- | ------------- |
| 86 kg       | West Iqiebor (NGA) Z | Akinobu Osako (JPN) P | 13.           |